# 연하장

새해 연하장

연하 카드 또는 연하장(年賀狀, 문화어: 년하장, New Year card)은 연말연시에 새해맞이를 축하하기 위해 간단한 글과 그림을 담아 친지(지인) 등에게 보내는 편지 또는 엽서이다. 새해를 맞는 것은 새롭게 시작하는 한 해를 더 살게 됐다는 의미를 내포하지만 다른 한편으로는 신년의 희망과 소원을 담게 되는데 이는 동서양이 이러한 문화적 관습을 공유하는 것으로 여겨진다. 참고로, 서양에서는 크리스마스를 전후로 지인들에게 크리스마스 카드를 보낸다.

## 문구
연하장의 문구로 영어권에서는 'Happy New Year'가 동양권에서는 '송구영신(送舊迎新)'이나 '만사여의(萬事如意)' 등이 쓰인다.
한편 동양에서 1월 1일은 동지(冬至)의 의미를 내포하고 있는데 동지가 지난 시점 즉 낮의 길이가 가장 짧았던 날이 지나가고 점점 낮의 길이가 길어지는 때이다.
서양에서도 연하장은 지역적으로 이러한 새해맞이의 의미를 포함하기도 하는데 해의 길이가 길어지면서 따듯한 봄이 머지 않았다는 안정감도 표현하고 있다. 이러한 까닭으로 '근하신춘(謹賀新春)' 또는 '공하신년(恭賀新年)'이라는 표현도 연하장의 문구로 사용하고 있다.

## 이미지 예
|                    |                          |
| 송구영신(불꽃놀이) | 크리스마스 카드와 연하장 |

|        |            |
| 해돋이 | 여명(黎明) |

## 같이 보기
- 크리스마스 카드

## 참고
위키미디어 공용에 연하장 관련 미디어 분류가 있습니다.
- 오마이뉴스 - '근하신년' 유래, 알고나 쓰나?
- 아이니중국어학원 보관됨 2018-12-23 - 웨이백 머신
- 근하신춘 구글 검색 이미지관련자료
- (우리말샘) 공하신년,근하신년